# Teoría de la gravitación de Le Sage
La teoría de la gravitación de Le Sage, conocida también con el nombre de teoría cinética de la gravitación, fue concebida originariamente por Nicolas Fatio de Duillier en 1690 y desarrollada ulteriormente por Georges-Louis Le Sage en 1748. La misma brinda una explicación mecánica a la ley de gravitación universal de Isaac Newton postulando la existencia de corrientes de infinitesimales partículas invisibles denominadas por Le Sage «corpúsculos ultramundanos» que impactan sobre todo objeto material, en todas direcciones.
Debido a que los trabajos de Fatio no fueron ampliamente divulgados ni publicados por largo tiempo, fue la versión elaborada por Le Sage la que llegó a ser conocida despertando interés hacia fines del siglo XIX. En esa época fue estudiada en relación con la recientemente descubierta teoría cinética de los gases. La explicación mecánica de la gravitación no ganó mayormente adhesión de parte de la comunidad científica y ya a comienzos del siglo XX estaba generalmente desacreditada, sobre todo en razón de los problemas puestos de manifiesto por James Clerk Maxwell y Henri Poincaré. En la actualidad se estima que no es científicamente viable, si bien fuera de los círculos científicos ortodoxos conserva aún algunos partidarios.

## Conceptos básicos

P1: Cuerpo aislado:
Resultante o fuerza neta nula.

### Partículas y espacio
La teoría presupone la existencia de un espacio isótropo ocupado plenamente por partículas (corpúsculos) u ondas. Estas se desplazan en línea recta con altas velocidades en todas las direcciones. Cuando uno de estos corpúsculos encuentra un cuerpo, le transmite su impulso. Si solo un cuerpo "A" estuviere presente, el mismo es objeto de una presión balanceada, es decir, en razón de la presión ejercida sobre el mismo desde todas las direcciones, se encuentra en equilibrio y en consecuencia no existe desplazamiento (P1).

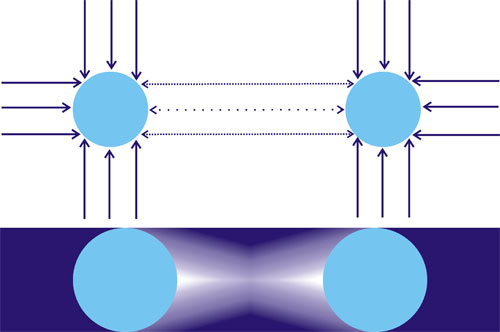
P2: dos cuerpos "se atraen" mutuamente.

Si estuviésemos sin embargo además en presencia de un cuerpo "B", este obraría como una pantalla, ya que desde la dirección de B hacia A llegarían menos partículas que desde las otras direcciones. Un fenómeno análogo se verifica respecto del cuerpo "A". En consecuencia, A y B se "hacen sombra" escudándose mutuamente (P2) y por esta razón existe una presión neta de los lados respectivos. Ello origina una aparente "fuerza de atracción" en dirección del cuerpo opuesto. La teoría excluye de esta manera el concepto de fuerza de atracción y pertenece así a la categoría de las teorías basadas en la presión o en las explicaciones cinéticas de la gravitación.

### Naturaleza de las colisiones

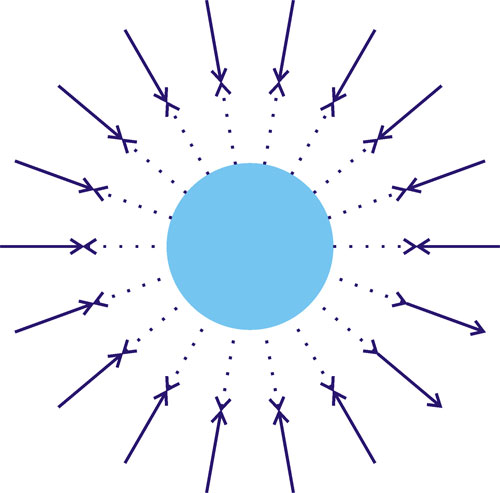
P3: Flujos opuestos.

Si las colisiones entre el cuerpo A y las partículas fueran perfectamente elásticas, la intensidad de las partículas reflejadas sería igual a la de las que llegan, de lo que resultaría la inexistencia de fuerza en la dirección de A. Lo mismo sucedería en presencia de un segundo cuerpo B obrante como una pantalla respecto de las partículas en dirección de A. Las partículas que "rebotan" entre los cuerpos A y B eliminarían totalmente el efecto pantalla aludido. Así, para que el efecto gravitacional entre los cuerpos sea posible, debe suponerse que la energía cinética de las partículas es total o parcialmente absorbida o bien que se modifican de tal manera, que su impulsión se reduce luego de las colisiones: solo así el impulso de las partículas que llegan puede sobrepasar el impulso de las reflejadas (P3).

### Proporcionalidad con 1/r²

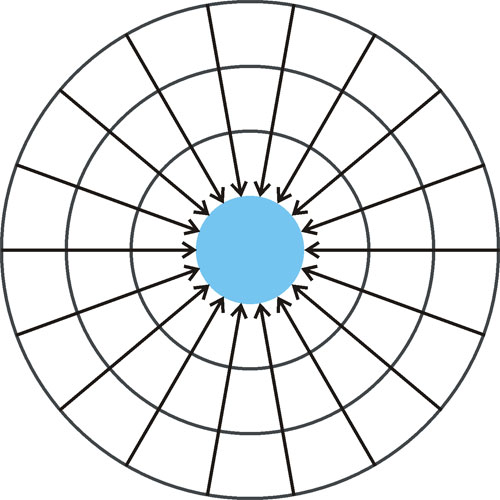
P4: Proporcionalidad inversa con el cuadrado de la distancia.

Si uno se representa por encima del cuerpo una superficie esférica que es atravesada tanto por las partículas que llegan como por las reflejadas, es claramente visible que la dimensión de dicha esfera aumenta de manera proporcional con el cuadrado de la distancia. La cantidad de las partículas en esa esfera creciente es sin embargo constante, lo que implica que su densidad disminuye. El efecto gravitacional tiene lugar de manera proporcional con esa relación de alejamiento, es decir de manera inversamente proporcional al cuadrado de la distancia respecto de las masas en cuestión (P4). Tal analogía con el efecto óptico de la pérdida de la intensidad de la radiación luminosa con 1/r² o la formación de la penumbra.

### Proporcionalidad con la masa
Con lo ya expuesto puede explicarse la existencia de una fuerza proporcional con la superficie o con el volumen. Pero la gravitación depende asimismo de la masa de los cuerpos. Para poder explicarla, la teoría parte del supuesto que la materia consiste en gran medida de vacío y a consecuencia de ello los supuestos corpúsculos pueden atravesarla sin esfuerzo. Esto quiere decir que los corpúsculos atraviesan los cuerpos interactuando con todos los componentes de la materia, son parcialmente obstaculizados y/o absorbidos y luego los abandonan de alguna manera debilitados. Con tal hipótesis de «penetrabilidad» se llega, dentro de ciertos límites de precisión, a explicar la proporcionalidad con la masa del efecto "pantalla". El resultado: cuando dos cuerpos se «hacen sombra» mutuamente se obtiene un resultado similar al de la imagen P2.

## Desarrollos

### Fatio

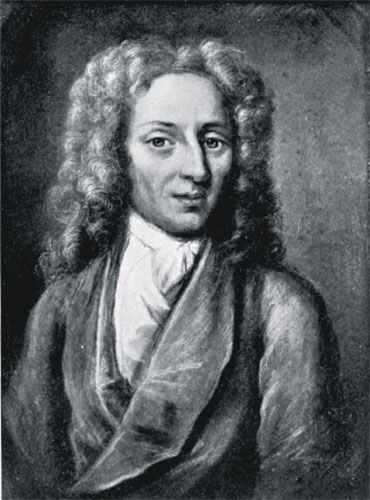
Nicolas Fatio

Nicolas Fatio de Duillier presentó en 1690 la primera versión de sus elucubraciones sobre la gravitación en una correspondencia enviada a Christiaan Huygens.
Inmediatamente después, presentó su contenido en una reunión de la Royal Society de Londres. En los años siguientes, Fatio bosquejó diferentes manuscritos de su principal obra, De la Cause de la Pesanteur. Además, en 1731 escribió en latín una poesía didáctica sobre el mismo tema. Algunos fragmentos de esos manuscritos fueron obtenidos después por Le Sage, quien intentó sin éxito su publicación. Esta situación duró hasta el año 1929, fecha en la cual Karl Bopp publicó una copia íntegra de dichos manuscritos. Otra versión de la teoría fue publicada en 1949 por Bernard Gagnebin, quien a partir de los fragmentos dejados por Le Sage intentó la reconstrucción. La descripción que sigue se basa principalmente en la edición de Bopp (que entre otros contiene los Problemas I–IV) y la representación de Zehe.

#### Algunos aspectos de su teoría
La pirámide de Fatio (Problema I)

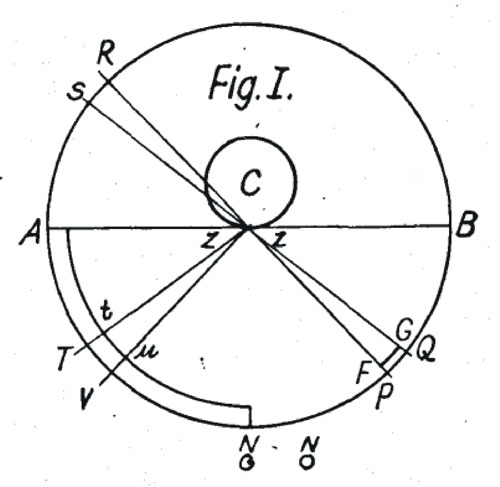
P6:La pirámide de Fatio.

Fatio presuponía que el Universo estaba repleto de partículas minúsculas que se desplazaban a grandes velocidades de manera rectilínea e indiferenciada en todas las direcciones. Como representación visual, proponía la imagen siguiente: sea un objeto C sobre el cual se encuentra una superficie zz infinitamente pequeña. Sea esa superficie zz el punto central de un círculo. Al interior de ese círculo Fatio dibujaba la pirámide PzzQ sobre la cual algunas partículas fluyen hacia la dirección zz y otras, las reflejadas por C, fluyen en la dirección contraria. Fatio suponía que la velocidad promedio y en consecuencia el impulso de las partículas que «rebotaban» era menor que el de las que llegaban. De ello resulta un flujo que arrastra todos los cuerpos hacia la dirección zz. Por una parte, la velocidad de esa corriente permanece constante, por otra parte se densifica en las cercanías de zz. En razón de tal comportamiento geométrico se explica la proporcionalidad de su intensidad con 1/r², donde r representa la distancia respecto de zz. Debido a que se pueden concebir infinitas pirámides de ese tipo en C, esa ley de proporcionalidad es válida para todo el entorno de C.
La reducción de la velocidad
Para justificar la hipótesis de que las partículas reducen su velocidad luego de la colisión, Fatio realiza las siguientes propuestas:
- O bien la materia conocida o bien las partículas o ambas, son inelásticas.
- Las colisiones son completamente elásticas, pero las partículas no son absolutamente sólidas y por tal razón, entran luego de la colisión en un estado vibratorio a consecuencia del cual pierden velocidad.
- Las partículas comienzan a rotar debido a la fricción, razón por la cual pierden velocidad.

Tales pasajes son los menos inteligibles de la teoría de Fatio, puesto que no se decide sobre el tipo de colisión a privilegiar. En la última versión de su teoría elaborada en 1743 los suprimió y atribuyó por una parte perfecta elasticidad o fuerza elástica a las partículas y por otra elasticidad imperfecta a la materia, de tal manera que las partículas puedan rebotar con menor velocidad. Por otra parte, la pérdida de velocidad debía ser según Fatio extremadamente pequeña, para que de tal manera la fuerza de gravedad no disminuyese de manera sensible en largos períodos de tiempo. Pero Fatio advirtió que se veía confrontado a un nuevo problema: ¿qué sucedía cuando las partículas colisionaban las unas contra las otras? En efecto, los choques inelásticos provocan, aún en ausencia de materia habitual, una continua pérdida de velocidad lo que acarrearía el debilitamiento de la fuerza de gravedad. Para evitar dicho problema, Fatio supuso que el diámetro de las partículas es extremadamente pequeño en relación con las distancias entre ellas, lo que hace que los choques entre las mismas sean muy raros.
Densificación
Fatio advirtió que la tesis de la menor velocidad de las partículas que se reflejan llevaría a una mayor densidad de partículas alrededor del cuerpo. Fatio arguyó que si la velocidad de las partículas que llegan es mayor, tal circunstancia se compensa en la misma medida por la mayor distancia existente entre las mismas, con lo que la densidad alrededor del cuerpo se mantiene siempre constante.
Fatio sostuvo, además, que atribuyendo mayor velocidad y elasticidad a las partículas, el efecto de condensación puede considerarse arbitrariamente pequeño.
Permeabilidad (porosidad) de la materia

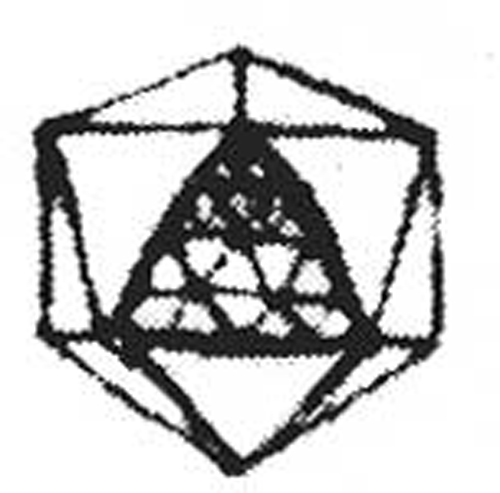
P7: Red cristalina (Icosaedro)

Para explicar la proporcionalidad de la masa, Fatio debió postular, que la materia ordinaria es uniformemente permeable respecto de las partículas gravitacionales en todas las direcciones. A tal fin ideó tres modelos:
- Propuso que la materia es una acumulación de esferas de diámetro infinitamente pequeño en relación con las distancias recíprocas entre las mismas. Pero abandonó esta explicación por cuanto las esferas así definidas tenderían a aproximarse entre ellas.

- Luego sostuvo que dichas esferas estaban unidas en una especie de estructura cristalina o retiforme por medio de barras. También desechó este modelo por cuanto tal acumulación de redes en los lugares donde las esferas estén próximas, impediría una permeabilidad uniforme.

- Finalmente abandonó la hipótesis de las esferas, para dejar sola y únicamente las "barras" de la red, cuyo diámetro resultaba infinitamente pequeño en relación con sus distancias. Con ello, estimaba, podía suponerse la máxima permeabilidad.

Presión de las partículas (Problema II)
Ya en el año 1690 supuso Fatio que la presión ejercida por las partículas sobre una superficie uniforme era la sexta parte de la presión ejercida de manera perpendicular sobre un plano. Fatio demostró tal hipótesis calculando la presión sobre un punto zz determinado. Llegó así a la fórmula
p=ρv²zz/6, en la que ρ (rho) representa la densidad y v la velocidad de las partículas. Tal solución es similar a la conocida fórmula p=ρv²/3 que Daniel Bernoulli encontró en 1738 respecto de la teoría cinética de los gases. Esta fue la primera vez que se estableció un estrecho parentesco entre ambas teorías, sobre todo, antes que la última hubiese sido completamente desarrollada. Sin embargo, el valor al que llega Bernouilli es de casi el doble por cuanto Fatio tuvo en cuenta para el cálculo del impulso del "rebote"  mv en lugar de 2mv. Su resultado sería en consecuencia válido únicamente para el caso de una colisión perfectamente inelástica. Fatio utilizó esta solución no solo para la explicación de la gravitación sino también para explicar el comportamiento de los gases. Construyó un termómetro para medir el estado de movimiento de las moléculas del aire y por medio del mismo determinar su temperatura. Pero contrariamente a Bernouilli, Fatio relacionó el movimiento de las moléculas de aire no con el calor, sino con la presencia de otro fluido. Se desconoce si Fatio ejerció algún tipo de influencia sobre Bernouilli.
El infinito (Problema III)
Fatio investigó la noción de infinito en relación con su teoría. En efecto, Fatio fundamentó muchas de sus postulados por el hecho de que numerosos fenómenos son «infinitamente pequeños» o «infinitamente grandes» en su relación recíproca y muchas consecuencias problemáticas de la teoría pueden reducirse de tal manera a valores inconmensurables. Por ejemplo, los diámetros de las barras son infinitamente pequeños en relación con la distancia que los separa, la velocidad de los corpúsculos es infinitamente grande respecto a la de la materia, o la diferencia de velocidad entre las partículas que impactan y las que rebotan es infinitamente pequeña.
Resistencia del medio (Problema IV)
Desde el punto de vista matemático, esta es la parte más significativa de la teoría de Fatio. Aquí buscó calcular la resistencia de la corriente de partículas respecto de cuerpos en movimiento. Sea u la velocidad del cuerpo, v la velocidad de la partícula y ρ (rho) la densidad del medio. En el caso v << u y ρ = const. Fatio llegó a una resistencia de ρu². En el caso v >> u y ρ = const. la resistencia se comporta como 4/3ρuv. Siguiendo a Newton, quien en razón de la resistencia no observable en la dirección del movimiento exigía que la densidad fuese infinitamente pequeña, Fatio disminuyó la densidad y concluyó que podía ser compensada haciendo v inversamente proporcional a la raíz cuadrada de la densidad. Ello condujo a la fórmula de la presión de Fatio ρv²/6. Según Zehe, la tentativa de mantener pequeña con ayuda del incremento de v la resistencia en la dirección del movimiento en relación con la fuerza de gravedad era exitosa, ya que la resistencia en el modelo de Fatio es proporcional a uv pero la gravitación es proporcional a v².

#### Acogida de la teoría
Fatio estaba en contacto con los más renombrados científicos de su época, muchos de los cuales firmaron también su manuscrito, entre ellos Edmond Halley, Christian Huygens e Isaac Newton.

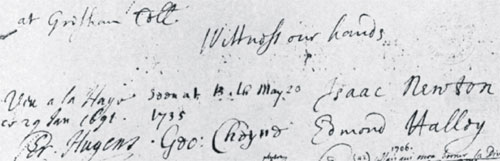
P8: Firmas de Halley, Huygens y Newton en el manuscrito de Fatios.

Entre Fatio y Newton existió una estrecha relación entre los años 1690 y 1693. Las observaciones formuladas por Newton a la teoría de Fatio son de diferente naturaleza. En una de ellas, escrita por Newton en 1692 en un ejemplar propio de los "Principia..." (que fue copiada por Fatio), expresaba:

En esta clase de hipótesis existe una sola que puede explicar la gravedad y esta ha sido ideada por primera vez por el Sr. Fatio, un matemático particularmente dotado. Para formularla es necesaria la existencia del vacío, ya que las delgadas partículas se desplazan velozmente con movimiento rectilíneo uniforme en todas direcciones y en consecuencia solo pueden encontrar resistencia cuando colisionan con partículas más grandes
Isaac Newton

Por otra parte, David Gregory expresaba en su diario:

Newton y Halley se burlan de la explicación de la gravedad de Fatio.

Esta anotación dataría del año 1691, se observa sin embargo que la tinta y pluma utilizadas difieren del resto de la hoja, lo que podría indicar que fue de una época ulterior. El mismo Fatio reconocía que Newton se inclinaba más bien a buscar la razón de la gravitación en la voluntad divina. La relación entre ambos se enfrió a partir del año 1694.
Christian Huygens fue el primero en ser informado de las teorías de Fatio pero nunca la aceptó y prefirió trabajar sobre su propia hipótesis (la teoría de las turbulencias del éter). Fatio creía haber convencido a Huygens de la ausencia de contradicción de su teoría, pero Huygens manifestó lo contrario en una carta escrita a Leibniz.
También existió un breve intercambio epistolar entre Fatio y Leibniz respecto de la teoría y de cuestiones matemáticas. Leibniz la rechazaba sobre todo por presuponer la existencia del vacío entre las partículas, hipótesis que Leibniz no podía aceptar por razones filosóficas.
Bernoulli mostró gran interés en la teoría y le pidió la elaboración de un manuscrito completo, que fue llevado a cabo por Fatio. Bernoulli obtuvo una copia, actualmente en la biblioteca de la Universidad de Basilea y que sirvió de base para la edición de Boop.
Pese a todo, la teoría de Fatio fue en general ignorada, salvo excepciones como los casos Cramer y Le Sage. Ello puede atribuirse a dos tipos de motivos: primero, Fatio nunca logró que sus manuscritos fueran publicados y, segundo, su adhesión a un grupo fanático ligado a la secta de los camisards le hizo perder por completo su reputación científica.

### Cramer, Redeker
El matemático suizo Gabriel Cramer publicó en el año 1731 una disertación en cuya parte final aparecía el resumen de una teoría en un todo idéntica a la de Fatio, inclusive en lo tocante a la estructura reticular, las analogías con la luz y el efecto pantalla, etc., sin que se mencionase el nombre de Fatio. Este estaba sin embargo al corriente que Cramer había tenido acceso a una copia de su manuscrito y le reprochó haberse simplemente limitado a copiarlo sin comprenderlo. Fue asimismo Cramer quien ulteriormente llevó al conocimiento de Le Sage la existencia de la teoría.
En 1736, Franz Albert Redeker, un médico alemán, publicó asimismo una teoría en un todo similar.

### Le Sage

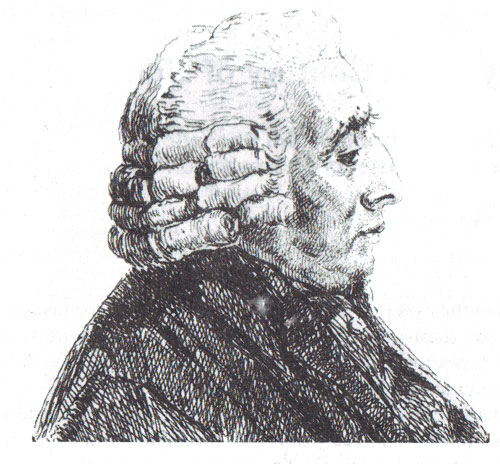
Georges-Louis Le Sage

La primera revisión de la teoría titulada Essai sur l'origine des forces mortes (Ensayo sobre el origen de las fuerzas inertes) fue enviad por Le Sage en 1748 a la Academia de Ciencias de París, pero fue rechazada y nunca fue publicada. En 1749, luego de haber realizado sus propias elaboraciones, fue informado por su profesor Cramer acerca de la teoría de Fatio y luego en 1751 tomó conocimiento de la publicación de Redeker.
En 1756 se publicaron por primera vez en una revista las ideas de Le Sage. En 1758 envió juntamente con Essai de Chymie Méchanique una variante completa de su teoría a un concurso de la Academia de Ciencias. En dicho trabajo perseguía explicar no solo la naturaleza de la gravitación sino también las afinidades químicas. Le Sage obtuvo el premio compartido con otro candidato, asegurándose así el reconocimiento de contemporáneos prominentes tales como Leonhard Euler. En 1761 fue publicada en pocos ejemplares una edición ampliada de ese ensayo. En 1784 se publicó otra edición, esta vez destinada a un público más amplio, titulada Lucrece Neutonien. La presentación completa de su teoría, Physique Mécanique des Georges-Louis Le Sage, fue publicada póstumamente por Pierre Prévost.

#### Conceptos básicos
Le Sage discutió la teoría de manera detallada, pero sin agregar básicamente nada nuevo. Pese a estar en posesión de algunos documentos de Fatio, en general no alcanzaba según Zehe el nivel de aquel.
- Le Sage bautizó sus partículas gravitacionales «corpuscules ultramondains» (corpúsculos ultramundanos), porque pensaba que los mismos provenían desde fuera del universo conocido. La distribución de tal corriente sería isótropa fuera de lo común y las leyes de su difusión serían similares de las de la luz.

- Sostenía que ninguna fuerza de gravitación podría surgir de colisiones perfectamente elásticas entre la materia y los corpúsculos. A raíz de ello, los corpúsculos y los componentes de la materia debían ser absolutamente duros lo que implica una forma de colisión compleja: perfectamente inelástica si perpendicular a la superficie de la materia habitual y perfectamente elástica si tangencial sobre las superficies. En consecuencia, las partículas que "rebotan" solo alcanzarían 2/3 de su velocidad inicial. Para evitar choques inelásticos de las partículas entre sí, argumentó, como Fatio, que su diámetro era mucho más pequeño que la distancia entre ellas.

- La resistencia del flujo de partículas es proporcional a uv, donde v representa la velocidad de la partícula y u la del cuerpo. La gravitación es por el contrario proporcional a v². En consecuencia, la relación Resistencia/Gravitación puede hacerse arbitrariamente pequeña por intermedio del aumento de v. Por algún tiempo Le Sage sostuvo la velocidad de los corpúsculos era c (= velocidad de la luz), pero luego incrementó dicho valor a 105·c.

- Para obtener la proporcionalidad de la masa, formuló como Fatio la hipótesis de que la materia posee una estructura retiforme o similar a una jaula, en la cual los átomos reticulares tienen un diámetro solo 107 más pequeño que su distancia recíproca. Los átomos de la red ellos mismos son atravesables y las barras que los ligan son aproximadamente 1020 más largas que su espesor. De tal manera pueden la partículas atravesarlas prácticamente sin ningún tipo de impedimento.

- La Sage intentó utilizar el mecanismo del "efecto pantalla" también para la explicación de fenómenos químicos, para lo cual supuso la existencia de "corpúsculos ultramundanos" de distintos tipos y tamaños (P9).

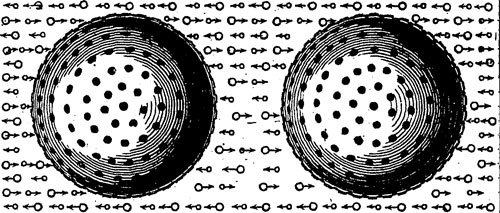
P9: Ilustración propia de Le Sage de los corpúsculos ultramundanos.

#### Acogida de la teoría
Salvo algunos científicos amigos, entre los que se cuentan Pierre Prévost, Charles Bonnet, Jean-André Deluc y Simon Antoine Jean L'Huilier, las ideas de Le Sage no fueron acogidas de manera positiva. Los nombrados mencionaron la teoría de Le Sage en sus libros y artículos, lo que utilizado por sus contemporáneos como fuente secundaria ya que no existían escritos publicados del mismo Le Sage.
Euler, Daniel Bernoulli, Bošković
En 1761 Euler había escrito que el modelo de Le Sage era "infinitamente superior" a de otros investigadores y que había disuelto todos los obstáculos. Pero posteriormente manifestó que la analogía con la luz carecía de toda significación ya que pensaba que la misma tenía naturaleza ondulatoria. Finalmente, rechazó totalmente el modelo, habiendo escrito en 1765 a Le Sage:

Je sens encore une-grande répugnance pour ces corpuscules ultra mondains, et j’aimerais toujours mieux d’avouer mon ignorance sur la cause de la gravite, que de recourir a des hypothèses étranges.

Siento todavía una gran repugnancia por los corpúsculos ultra-mundanos y preferiría más bien confesar mi ignorancia sobre la causa de la gravedad que recurrir a esas hipótesis extrañas
Leonhard Euler

Daniel Bernoulli estaba en 1767 agradablemente sorprendido de la similitud entre el modelo de La Sage y el suyo propio concerniente la teoría cinética de los gases. Pero pensaba que su propio modelo era puramente especulativo y, aun en mayor medida, el de Le Sage. Sin embargo en el siglo XIX se comprobó que la teoría de los gases de Bernouilli era en principio acertada.
En 1771 Ruđer Bošković afirmó que la teoría de Le Sage era la primera que podía explicar la gravitación de manera mecánica, pero rechazaba el modelo a raíz de la enorme cantidad de «materia ultramundana» sin utilizar. También excluía la existencia de contacto directo y proponía acción a distancia, atractiva como repulsiva. John Playfair describía la argumentación de Bošković como sigue:

An immense multitude of atoms, thus destined to pursue their never ending journey through the infinity of space, without changing their direction, or returning to the place from which they came, is a supposition very little countenanced by the usual economy of nature. Whence is the supply of these innumerable torrents; must it not involve a perpetual exertion of creative power, infinite both in extent and in duration?

Una inmensa cantidad de átomos así destinados a proseguir un viaje sin fin a través del espacio infinito, sin cambiar de dirección ni regresar al lugar de donde salieron es una suposición que poco se apoya en la habitual economía de la naturaleza. ¿Dónde está la fuente de ese inconmensurable torrente? ¿No implica ello la puesta en marcha de poder creativo infinito, tanto en extensión como en duración?

Lichtenberg, Schelling
Georg Christoph Lichtenberg pensaba al principio, como René Descartes, que toda explicación de los fenómenos naturales debía referirse a movimiento rectilíneo y a contacto directo. La teoría de Le Sage era conforme a dichas exigencias.

Se refirió a la misma en sus conferencias de física en la Universidad de Göttingen y escribió en 1790 al respecto:

Ist es ein Traum, so ist es der größte und erhabenste der je ist geträumt worden, und womit wir eine Lücke in unseren Büchern ausfüllen können, die nur durch einen Traum ausgefüllt werden kann.
Georg Christoph Lichtenberg

Si es un sueño, es el más grande y rico de todos los sueños soñados y con él podremos llenar un vacío en nuestros libros, que solo con un sueño pueden cubrirse

Pero en el año 1796 cambió de parecer como consecuencia de una discusión con Immanuel Kant que criticaba toda tentativa de explicar la atracción por medio de choques. Para Kant toda forma de materia es divisible al infinito, de lo que surge que la simple existencia de materia "extensible" requiere la existencia de fuerzas de atracción que mantiene unidas las partículas individuales. Esa fuerza no puede justificarse por medios de choques efectuados por materia circundante, ya que los componentes de dicha materia deben ellos mismos mantenerse unidos. Para evitar ese círculo vicioso Kant postulaba junto a una fuerza de repulsión, la existencia necesaria de una fuerza de atracción fundamental.

Friedrich Wilhelm Joseph von Schelling, que era el representante de una corriente sumamente idealista de la filosofía, también rechazó el modelo de Le Sage en razón del  materialismo mecanicista que este implicaba.
Laplace
Pierre-Simon Laplace intentó en 1805, teniendo parcialmente en cuenta la teoría de Le Sage, determinar la velocidad con que debía desplazarse un tal medio para conformarse con las observaciones astronómicas. Calculó que la velocidad de la gravitación debía ser por lo menos 100 millones de veces más grande que la velocidad de la luz para evitar irregularidades en la órbita lunar. Esta fue para Laplace y otros una de las razones para suponer que la teoría de la gravitación de Newton concernía acción a distancia y que modelos como el de Le Sage no podían funcionar.

### Teoría cinética
Las formulaciones de Fatio, Cramer y Redeker quedaron en general desconocidas. La teoría de Le Sage fue nuevamente objeto de un cierto interés en la segunda mitad del siglo XIX a raíz de los desarrollos aportados a la teoría cinética de los gases por Claussius, Kelvin y Maxwell.
Leray
Ya que los corpúsculos de Le Sage perdían velocidad luego de las colisiones, una gran cantidad de energía debía transformarse en algún tipo de energía interna de los cuerpos en razón del principio de conservación de la energía. En consideración de este problema P. Leray esbozó en 1869 una teoría de partículas en la que postuló que la energía absorbida por los cuerpos generaba en parte calor, en parte magnetismo. Especulaba que esta podría ser la respuesta al problema del origen de la energía de las estrellas.
Kelvin, Tait
El modelo de Le Sage fue objeto de una modernización sobre todo por la obra de Lord Kelvin en 1872 en el marco de la teoría cinética de los gases. Luego de presentar un resumen de la teoría Kelvin reconocía que la absorción de energía de parte de los cuerpos representaba un problema de mucho mayor entidad que lo que pensaba Leray. El calor generado llevaría a los cuerpos a volatilizarse en fracciones de segundo. Por tal razón Kelvin prefirió un modelo que había sido en cierta forma desarrollado por Fatio en 1690. Kelvin pensaba que luego de la colisión las partículas sufrían una pérdida en el componente de su energía de traslación volviéndose más lentas a fin de aumentarlo en vibración y rotación. Los cuerpos impactados no se calentarían, sino que las partículas acarrearían nuevamente la energía luego del choque, bajo la forma de incremento de rotación y vibración. Esto está en relación con la teoría de Kelvin que atribuye a la materia una estructura de tipo vórtice.
Basándose en su propia interpretación de los principios de Clausius según la cual en los gases la relación entre los tres modos de energía permanece constante, supuso que en distancias cósmicas las partículas recuperan su energía por medio de las colisiones con otras partículas y así el efecto gravitacional no disminuye con el tiempo. Por tal razón, pensaba Kelvin, las partículas podían ser utilizadas como una fuente inagotable de energía, como para construir un móvil perpetuo. Pero por razones termodinámicas ello no es posible y la interpretación de Kelvin sobre la teoría de Clausius debió ser abandonada.

Peter Guthrie Tait sostuvo en 1876 que la teoría de Le Sage era la única que, hasta ese momento, explicaba la gravitación de manera plausible. Al respecto expresaba:

The most singular thing about it is that, if it be true, it will probably lead us to regard all kinds of energy as ultimately kinetic.

Lo más singular acerca de ella es que, de ser cierta, nos conducirá probablemente a considerar que todos los tipos de energía son en última instancia cinéticos
Peter Guthrie Tait

Preston
Para Samuel Tolver Preston, muchos de los postulados introducidos por Le Sage para las partículas tales como su movimiento rectilíneo, la rareza de los choques, etc, podían ser resumidos en el postulado de que en el nivel cósmico aquellas se comportan como gases cuyas partículas poseen un recorrido libre medio en extremo importante. Preston también aceptaba la proposición de Kelvin sobre los tipos de movimiento interno de las partículas. Graficaba el modelo de Kelvin comparándolo con el choque entre un anillo de acero y un yunque: este último no sería mayormente afectado, pero el anillo sufriría fuertes vibraciones a consecuencia de las cuales perdería velocidad.
Sostenía que el recorrido libre medio de las partículas era como mínimo el de la distancia interplanetaria. En distancias más grandes, las partículas (en el sentido de Kelvin) recuperaban la cantidad de movimiento de translación originaria a través de la colisión con otras partículas. Por tal razón opinaba que a partir de un cierto alejamiento, el efecto gravitacional dejaría de tener lugar entre dos cuerpos, independientemente de la masa de estos. Paul Drude sostuvo en 1897 que esta sería una posibilidad de dar un fundamento físico a las teorías de Carl Gottfried Neumann y de Hugo von Seeliger quienes postularon la absorción del efecto gravitacional en el espacio vacío.
Maxwell

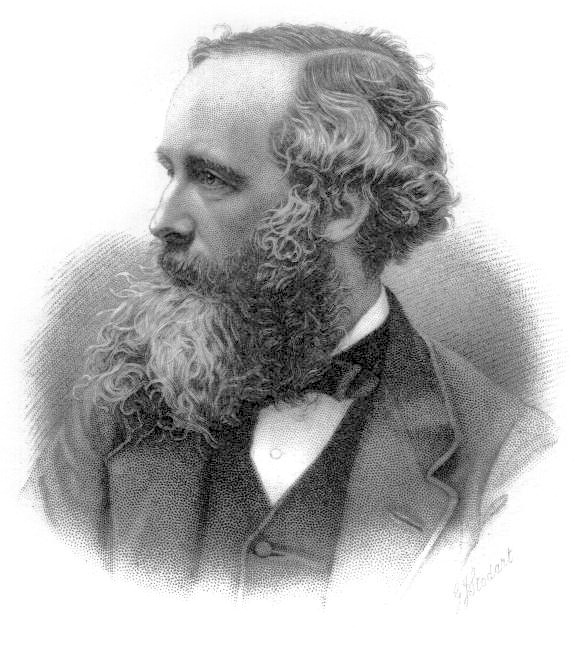
James Clerk Maxwell.

James Clerk Maxwell publicó en 1875 en la  Encyclopaedia Britannica una actualización de la teoría de Le Sage-Kelvin. Luego de exponerla, expresó:

Here, then, seems to be a path leading towards an explanation of the law of gravitation, which, if it can be shown to be in other respects consistent with facts, may turn out to be a royal road into the very arcana of science.

Aquí, según parece, nos encontramos con el camino que nos conduce a la explicación de la ley de gravitación. Si se pudiere demostrar que en otros aspectos es consistente con los hechos, podría volverse la vía real hacia los mismos arcanos de la ciencia.
James Clerk Maxwell

Sin embargo, rechazó el modelo basándose en los principios de la termodinámica: la temperatura de las moléculas de los cuerpos debería tender a igualar la temperatura en la cual la energía cinética de los cuerpos y partículas sea la misma. Pero siendo la energía de estas últimas mucho más elevada que la de las moléculas de los cuerpos, esto acarrearía la volatilización casi inmediata de estos últimos.
Y agregó:

We have devoted more space to this theory than it seems to deserve, because it is ingenious, and because it is the only theory of the cause of gravitation which has been so far developed as to be capable of being attacked and defended.

Hemos consagrado a esta teoría más espacio del que parece merecer porque es ingeniosa y porque es la única teoría desarrollada hasta el momento capaz de ser atacada y defendida.

Maxwell observó también que la teoría necesitaba, presuponía una cantidad gigantesca de energía externa, lo que violaba el fundamental principio de conservación de la energía. Preston respondió a Maxwell con el argumento que la energía cinética de cada partícula individual puede suponerse arbitrariamente pequeña a fin de acrecentar su número y que como resultado la diferencia de energía no sería tan grande como Maxwell suponía. Esta cuestión fue posteriormente analizada en detalle por Poincaré quien demostró que el problema termodinámico quedaba sin embargo sin solución.
Caspar Isenkrahe publicó por primera su modele en 1879, y hasta 1915 le siguieron numerosos escritos. A diferencia de sus predecesores, elaboró una detallada aplicación de la teoría cinética de los gases en el modelo de Le Sage. Como este, argumentó que las partículas eran "absolutamente duras" y en consecuencia los choques debían ser elásticos tangencialmente e inelásticos si perpendiculares a la superficie de los cuerpos. Obtuvo el mismo factor de 2/3.
Pero contrariamente a aquel sostuvo que en los choques existía una verdadera pérdida de energía y que en este terreno el principio de conservación de la energía no se aplicaba (lo que no es compatible con los principios fundamentales de la termodinámica). Isenkrahe explicaba que en razón de la rareza de los choques la pérdida de energía era despreciable.
Criticó además el modelo Kelvin/Preston porque no encontraba ninguna razón válida que justifique que las partículas que rebotan tengan una mayor vibración y rotación. Para él, lo que sería plausible es justamente lo contrario. Partiendo del hecho de que la proporcionalidad de la gravitación respecto de la masa sólo puede mantenerse con un gran nivel de porosidad de la materia, concluyó que el efecto de la dilatación calórica debía incrementar el peso de los cuerpos. Esto sucedería porque en razón de una menor densidad, un apantallamiento en sentido contrario de las moléculas de los cuerpos sería más raro.
Rysanek
En 1887 Adalbert Rysanek elaboró un modelo en el cual analizó cuidadosamente las leyes de Maxwell concerniente la velocidad de las partículas en el gas. Hizo la distinción entre el éter lumínico y el éter gravitacional que, según sus cálculos, la ausencia de resistencia del medio en la órbita de Neptuno hacía necesaria una velocidad inferior de 5 · 1019 cm/sec de las partículas gravitacionales. Un argumento similar fue expuesto por Bock.

Como Leray, Rysanek argumentaba que la energía absorbida podía explicar el origen de la energía solar y al mismo tiempo también podía difundirse en el éter. Pero tales desarrollos carecían de la precisión necesaria para invalidad los problemas evocados por Maxwell.
du Bois-Reymond
En 1888 Paul du Bois-Reymond argumentó en contra de la teoría de Le Sage que para lograr una proporcionalidad de masas exacta como en el modelo de Newton (que presupone una permeabilidad infinitamente grande) la presión de las partículas debía ser asimismo infinitamente grande. Tuvo en cuenta el argumento que la proporcionalidad de masas, en el caso de masas muy grandes, no había sido verificado experimentalmente, pero no veía razón alguna para abandonar la apreciada acción a distancia newtoniana debido a una hipótesis simplista. Sostuvo (como muchos otros anteriormente) que el efecto de choques directos también era totalmente inexplicable y que básicamente también estaban ligados con acción a distancia. Los esfuerzos para desarrollar una teoría que abarcase todos los tipos de acción a distancia eran en su opinión irrealistas.

### Teorías ondulatorias
En el siglo XIX, paralelamente a las teorías cinéticas de los gases, se utilizó asimismo el concepto de ondas en el éter para la construcción de modelos similares. En el modelo de Le Sage se buscó reemplazar la idea de partícula por la de onda electromagnética. Todo ello en el contexto de la teoría de los electrones de vigente que presuponía la naturaleza eléctrica de la materia en su totalidad.
Keller, Boisbaudran
En 1863 F. y E. Keller presentaron una teoría de la gravitación en la que esquisaron un mecanismo análogo al de Le Sage en relación con ondas longitudinales en el éter. Sostuvieron que esas ondas se propagaban en todas las direcciones y que luego del impacto con los cuerpos perdían una cierta cantidad de momento de tal manera que entre los cuerpos la presión ejercida por las ondas era algo inferior que la presión circundante

Lecoq de Boisbaudran presentó en 1869 prácticamente el mismo modelo que Leray (Calor, magnetismo), reemplazando como Keller los corpúsculos por ondas longitudinales.
Lorentz

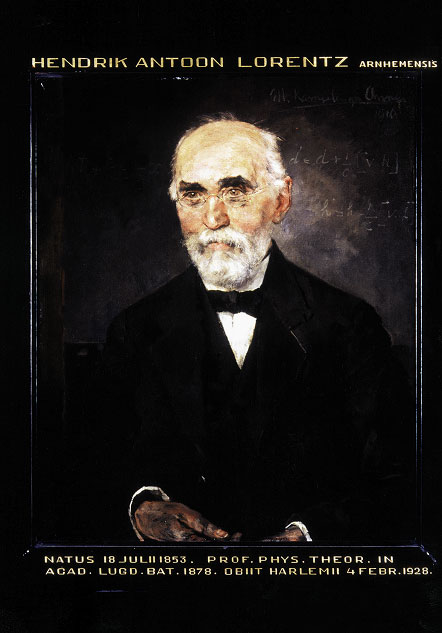
Hendrik Antoon Lorentz.

En 1900 Hendrik Antoon Lorentz intentó unificar su teoría sobre el éter con la de la gravitación. Observó que su teoría no era compatible con la de Le Sage. Descubrió sin embargo que las ondas electromagnéticas generaban un cierto tipo de presión radiante y que podían atravesar de manera relativamente fácil la materia en la forma de rayos x. Esto llevó a Lorenz a pensar que los corpúsculos podían ser sustituidos por radiaciones de muy alta frecuencia. Podía en efecto demostrar que por medio de apantallamiento se genera una fuerza de atracción entre partículas cargadas (que se consideraban como los componentes fundamentales de la materia). Esto sucede sin embargo sólo bajo la condición que la "totalidad" de la energía de radiación sea absorbida: se repetía el mismo problema fundamental que en el modelo con corpúsculos. Esto lo llevó a abandonarlo y, como lo comprobó ulteriormente, también surgían problemas de órbitas inestables debido a la velocidad finita de propagación de las ondas.
Nuevamente discutió Lorenz estas cuestiones en 1922 en ocasión de las investigaciones de Martin Knudsen sobre el comportamiento de los gases rarificados. A esto siguió un resumen tanto de la teoría de Le Sage como de su propia variante electromagnética. Reiteró sin embargo su conclusión de 1900: sin absorción no existe gravitación en dicha teoría.
J.J. Thomson
En 1904  Joseph John Thomson elaboró un modelo del tipo de Le Sage sobre la base de ondas electromagnéticas en el cual la radiación sería mucho más penetrante que los rayos X. Argumentó que el efecto calentamiento mencionado por Maxwell podía ser evitado si se supone que la radiación absorbida no se transforma en calor sino que es re-irradiada como radiación secundaria mucho más penetrante aún. Este proceso podría explicar el origen de la energía de las sustancias radioactivas. Pero pensaba sin embargo que era mucho más probable que la radioactividad se explique por causas internas. En 1911 Thomson explicó que esa forma de radiación secundaria era similar a como el pasaje de partículas eléctricamente cargadas a través de la materia genera la radiación de rayos X aún más penetrantes. Al respecto escribió:

It is a very interesting result of recent discoveries that the machinery which Le Sage introduced for the purpose of his theory has a very close analogy with things for which we have now direct experimental evidence […] Röntgen rays, however, when absorbed do not, as far as we know, give rise to more penetrating Rontgen rays as they should to explain attraction, but either to less penetrating rays or to rays of the same kind.

Es un resultado sumamente interesante de los nuevos descubrimientos el hecho que el mecanismo que Le Sage introdujo a propósito de esta teoría tenga una estrecha analogía con cosas respecto de las cuales tenemos ahora pruebas experimentales directas [...] Los rayos X sin embargo, por lo que hasta ahora conocemos, no generan rayos tan penetrantes como los que serían necesarios para poder explicar atracción, si bien tampoco rayos menos penetrantes o del mismo tipo.
Joseph John Thomson

Tommasina, Brush
Contrariamente a Lorentz y a Thomson, Thomas Tommasina utilizó en  1903 ondas de gran longitud y se sirvió de ondas de poca longitud para la explicación de efectos químicos.
Charles Francis Brush propuso asimismo  en 1911 un modelo basado en ondas largas pero luego cambió de idea y sugirió ondas de extrema alta frecuencia.

### Desarrollos ulteriores
Darwin
En 1905 George Howard Darwin calculó la fuerza de gravitación entre dos cuerpos que se encuentran a una distancia extremadamente reducida, con la finalidad de determinar si existían diferencias con los resultados de la ley de gravitación. Llegó a la misma conclusión que Lorenz en el sentido que los impactos tanto tangenciales como perpendiculares en relación con la superficie de la materia deberían ser perfectamente inelásticos. Esto iba de par con una agravación de la problemática térmica. Además debía suponerse que los componentes fundamentales de la materia tienen la misma dimensión. Además, la emisión de luz y la presión radioactiva asociada correspondía exactamente a la representación del modelo de Le Sage. Un cuerpo con diferentes temperaturas de superficie se desplazaría en dirección de la parte más fría. Finalmente, manifestó que consideró seriamente la teoría, pero que no se ocuparía más de ella y descartaba que ningún científico la considere como el camino apropiado para explicar la gravitación.
Poincaré

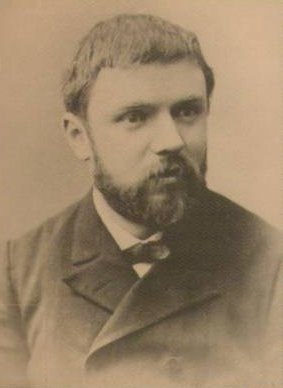
Henri Poincaré

Basado en parte en los cálculos de Darwin, Henri Poincaré publicó en 1908 una crítica completa. Deducía que la fuerza de atracción en un tal modelo era proporcional a
{\displaystyle S{\sqrt {\rho }}v}
donde S representa la superficie de todas las moléculas de la tierra, v la velocidad de las partículas y ρ (rho) la densidad del medio.
Siguiendo a Laplace opinaba que para validar la proporcionalidad de las masas, el límite superior de S debía ser como máximo la diezmillonésima parte de la superficie terrestre. Explicaba que la resistencia es proporcional a  Sρv y con ello la relación entre resistencia y atracción es inversamente proporcional a Sv. A efectos de mantener pequeña el cociente de la resistencia en relación con la fuerza de atracción, Poincaré calculó como límite inferior de la velocidad de las partículas el gigantesco valor de v=24·1017·c, donde c representa la velocidad de la luz. Teniendo ahora el límite inferior de Sv y de v como así también el límite superior de S, se puede calcular la densidad y el calor, que tiene que ser proporcional a Sρv3. Este bastaría para aumentar la temperatura de la tierra en 1026 °C por segundo. Poincaré remarcaba secamente que en tales condiciones la tierra no resistiría mucho tiempo. También analizó algunos de los modelos ondulatorios (Tommasina y Lorenz) señalando que presentan los mismos problemas que el modelo corpuscular (ondas de enorme velocidad, calentamiento). Respecto del apantallamiento de la re-irradiación de ondas secundarias tal como el propuesto por Thomson, opinaba Poincaré que

Hipótesis de una tal complejidad se vuelven necesarias cuando se da curso a la teoría de Le Sage.

Añadió que en el caso de absorción completa en el marco del modelo de Lorenz, la temperatura de la tierra se incrementaría en 1013 °C por segundo. Poincaré analizó el modelo de Le Sage también en relación con el principio de la relatividad según el cual la velocidad de la luz tiene un valor máximo infranqueable. Respecto de la teoría corpuscular sostuvo en consecuencia que sería muy complejo introducir leyes de choque compatibles con los nuevos principios de la relatividad.
Hilbert
David Hilbert investigó en 1913 en su cátedra de física la teoría de Le Sage y sobre todo la de Lorentz. Concluyó que no podían funcionar ya que por ejemplo la ley de la inversa del cuadrado de la distancia no sería válida cuando el cociente de la distancia entre los átomos respecto de su longitud de onda fuese muy elevado. Sin embargo Erwin Madelung, un colega de Hilbert de la Universidad de Göttingen utilizó el esquema de Lorenz para la explicación de las fuerzas moleculares. Bien que algunas afirmaciones no eran verificables experimentalmente, Hilbert consideraba que el modelo matemático de Madelung era muy interesante.
Feynman
Richard Feynman investigó en 1964 este tipo de modelo sobre todo, para tratar de determinar si es posible encontrar un mecanismo que explique la gravitación sin el empleo de matemáticas complejas. Pero luego calcular la resistencia que los cuerpos tendrían que oponer en ese océano de partículas abandonó el intento por las mismas razones (velocidad inaceptable) que ya se habían presentado en el pasado.
Feynman concluía:

‘Well’, you say, ‘it was a good one, and I got rid of the mathematics for a while. Maybe I could invent a better one’. Maybe you can, because nobody knows the ultimate. But up to today, from the time of Newton, no one has invented another theoretical description of the mathematical machinery behind this law which does not either say the same thing over again, or make the mathematics harder, or predict some wrong phenomena. So there is no model of the theory of gravitation today, other than the mathematical form.

Bueno, me dirá usted, "era una buena y me liberé de las matemáticas por un momento. Quizás podría inventar una mejor". Quizás, porque nadie tiene el secreto de todo, pero hasta el momento y desde los tiempos de Newton, nadie inventó otra descripción teórica de los mecanismos matemáticos que se esconden detrás de esta aparte de repetir lo mismo una y otra vez, o que compliquen las matemática o que pronostiquen fenómenos equivocados. No existe hoy en día ningún otro modelo de la teoría de la gravitación aparte del matemático".
Richard Feynman

### Crítica y predicciones

#### Materia y partículas
Porosidad de la materia
Un presupuesto fundamental de la teoría es la extrema porosidad de la materia. Como ya se expuso, la materia debería consistir en gran parte de espacio vacío de tal manera que los corpúsculos pueden atravesarla prácticamente sin inconvenientes y que todos los componentes de los cuerpos participen de manera uniforme en la interacción gravitacional. Tal predicción fue de alguna manera confirmada. En efecto, la materia consiste en gran medida en espacio vacío (sin considerar los campos) y partículas tales como el neutrino pueden atravesarla sin problemas. Pero la teoría actual de partículas elementales y la teoría de campos cuánticos no consideran los componentes últimos de la materia como «entidades» en sentido clásico cuyas interacciones tuviesen lugar por intermedio de contactos directos condicionados por su tamaño y forma, como se pensó desde Fatio hasta Poincaré.
Radiación cósmica
Todos los modelos del tipo Fatio/Le Sage presuponen la existencia isótropa de un fluido o de radiaciones de enorme poder de penetración e intensidad que llenan todo el espacio. Esto guarda una cierta similitud con la llamada radiación cósmica residual  (Cosmic microwave background radiation o CMBR). Si bien ocupan todo el espacio y son isótropas, su intensidad y poder de penetración son pequeños. Por otra parte, los neutrinos poseen la fuerza de penetración necesaria pero su radiación no es isótropa (sólo las estrellas individuales generan neutrinos) y su intensidad es aún más reducida que la CMBR. Ni la CMBR ni los neutrinos alcanzan las velocidades supralumínicas que, según los cálculos mencionados, sería un presupuesto suplementario. Actualmente e independientemente de los modelos tipo Fatio, la posibilidad de que los neutrinos generen empuje en el marco de la gravedad cuántica fue considerada y descartada por Feynman.

#### Apantallamiento

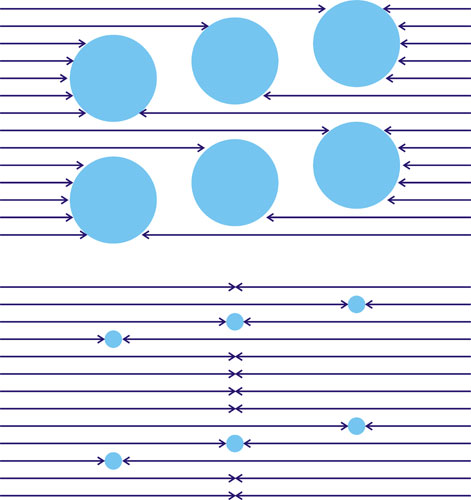
P10: Apantallamiento gravitatorio

Este efecto guarda una estrecha relación con los presupuestos de porosidad y penetrabilidad de la materia, necesarios para explicar la proporcionalidad respecto de la masa. Aquellos átomos que no son impactados por los corpúsculos no tendrían ningún rol en el efecto pantalla y en consecuencia no incidirían en el peso del cuerpo (ver P10). Este efecto puede sin embargo reducirse tanto como se desee elevando el coeficiente de porosidad, es decir minimizando arbitrariamente sus componentes. De tal manera se reduce la probabilidad de que los componentes de la materia se encuentren exactamente sobre una misma línea y se "apantallen" mutuamente (P10). Pero el efecto no puede eliminarse totalmente por cuanto en el caso de permeabilidad perfecta, la materia no tendría ninguna interacción posible con los corpúsculos y la gravitación desaparecería. Esto implica que, a partir de un cierto límite, existiría una diferencia entre la masa inercial y la masa gravitatoria (peso) lo que constituye una violación del principio de equivalencia. Tal conclusión es incompatible con la ley de gravitación universal de Newton y con la relatividad general de Albert Einstein. Por otra parte nunca se observó hasta el presente tal efecto de apantallamiento. Para mayor información concerniente la relación entre Le Sage y el apantallamiento gravitatorio puede consultarse Martins op.cit.
En lo que respecta a la proposición de Isenkrahes concerniente la relación entre densidad, temperatura y peso: su argumentación se basa en la variación de densidad y en que a densidad constante la temperatura puede aumentar y disminuir. Esto implica que no existe ninguna relación fundamental entre temperatura y peso (en realidad tal relación existe, pero no en el sentido de Isenkrahes. Ver la sección Interacción con energía). Tampoco la predicción concerniente la relación entre densidad y peso pudo comprobarse experimentalmente.

#### Velocidad
Arrastre
Uno de los principales problemas de la teoría es que, un cuerpo que se desplaza en relación con un sistema de referencia en el que la velocidad de los corpúsculos es igual en todas las direcciones, debe sufrir una resistencia de tipo arrastre en la dirección de su movimiento. Esto, debido a que la velocidad de las partículas que impactan contra el cuerpo en la dirección del desplazamiento es mayor. Algo análogo, el efecto Doppler, tiene lugar en los modelos ondulatorios. Ese arrastre llevaría a un permanente achicamiento de la órbita terrestre alrededor del sol y es según Fatio, Le Sage y Poincaré proporcional a uv donde u representa la velocidad del cuerpo y v la de la partícula. Por otra parte, la fuerza de gravitación es proporcional a v², de lo que surge que la relación entre el arrastre y la fuerza de gravitación es proporcional a u/v. Para una velocidad determinada u el arrastre efectivo puede hacerse arbitrariamente pequeño por medio del incremento de v. De acuerdo a los cálculos de Poincaré, v debe valer como mínimo 24·1017·c, es decir mucho mayor que la velocidad de la luz. Esto hace que la teoría sea incompatible con la teoría de la relatividad especial de acuerdo a la cual ninguna partícula ni onda puede propagarse con velocidades supralumínicas. Debido a la relatividad de la simultaneidad, esto provocaría respecto del sistema de referencia una violación de la ley de causalidad. Pero aún si se admitiese la posibilidad de velocidades supralumínicas, esto traería como consecuencia una gigantesca producción de calor (ver más abajo).
Aberración
Otro efecto relacionado con la velocidad de las partículas es la aberración de la gravitación. (conf. velocidad de la gravedad). En razón del carácter finito de la velocidad de la gravitación se producirían retrasos en las interacciones de los cuerpos celestes, que contrariamente al arrastre, llevarían a un permanente "agrandamiento" de las órbitas planetarias. También aquí deben presuponerse velocidades mayores que las de la luz. Mientras para Laplace el límite inferior era de 107·c, estimaciones ulteriores llevaron ese límite inferior a 1010·c. No se conoce si en el modelo de Le Sage efectos similares que compensen dicha forma de aberración tienen lugar.

#### Rango de acción
El apantallamiento se conforma exactamente a la relación 1/r² si y sólo si ninguna interacción tiene lugar entre las partículas. Dicha relación depende así del recorrido libre medio de las partículas. Si por el contrario colisionan entre sí, el efecto pantalla se diluye en grandes distancias. El efecto depende asimismo del modelo considerado y de los tipos de energía interna que se presupongan para las partículas o las ondas. Para eludir el problema Kelvin y otros postularon que las partículas podían en cada caso considerarse arbitrariamente pequeñas de tal manera que pese a su gran número los choques sean raros. Con ello el efecto se minimizaría. Pero la cohesión de inmensas estructuras de universo, tales como las agrupaciones galácticas son indicadores del amplio alcance de la gravitación, de por lo menos millones de años luz.

#### Energía
Absorción
Problemas suplementarios de estos modelos son la absorción de energía y la producción de calor. Aronson daba al respecto un ejemplo sencillo:

- Si la energía cinética de la partícula es menor que la del cuerpo, luego de la colisión las partículas se desplazarían con mayor velocidad y los curpos se alejarían
- Si los cuerpos y las partículas se encuentran en equilibrio térmico, no se genera ninguna fuerza.
- Si la energía cinética del cuerpo es más pequeña que la de la partícula, surge une fuerza de atracción"". Pero como lo demostraron Maxwell y Poincaré, dichas colisiones inelásticas deberían en fracciones de segundo llevar al cuerpo a un estado de incandescencia, sobre todo si se supone que la velocidad de las partículas es superior a la velocidad de la luz.

La consciente violación del principio de conservación de la energía propuesta como solución por Isenkrahes es tan inaceptable como la utilización que hizo Kelvins del teorema de Clausius, que llevaría a un móvil perpetuo. La propuesta de re-emisiones secundarias del modelo ondulatorio (análoga a la variación de Kelvin de los tipos de energía) despertó el interés de Thomson, pero no fue considerada seriamente por Maxwell ni Poincaré. En esta, una gran cantidad de energía se convertiría espontáneamente desde una forma fría hacia una forma caliente, lo que constituye una grosera violación de la segunda ley de la termodinámica.
El problema de la energía fue también estudiado en relación con la idea de un aumento de masa y la teoría de la expansión terrestre. Iwan Ossipowitsch Jarkowski en 1888 y Ott Christoph Hilgenberg en 1933 combinaron sus modelos de expansión con el de la absorción del éter. Esta teoría no se considera actualmente como una alternativa válida a la tectónica de placas. Además debido al principio de equivalencia masa-energía (E=mc² ) y el empleo de las fórmulas de Poincaré para el cálculo del valor de la energía absorbida, el radio de la tierra debería incrementarse de manera considerable en corto tiempo.
Interacciones
Actualmente se sabe sobre una base experimental que la interacción gravitacional tiene lugar no sólo con la materia habitual sino con todas las formas de energía. El enlace electrostático de los nucleones; la interacción débil y la energía cinética de los electrones contribuyen todos a la masa gravitacional, como lo demostraron medidas de alta precisión efectuadas por Eötvös-Typ. Esto significa que una mayor velocidad en el movimiento de partículas gaseosas provocan un aumento de la fuerza de gravitación ejercida por el gas. Ni la teoría de Le Sage ni sus variantes predijeron tal fenómeno.

### Aplicaciones no gravitacionales y analogías
Gravedad ficticia
En 1941 Lyman Spitzer, que ostensiblemente desconocía la teoría de Le Sage y las investigaciones de Lorenz sobre presión de radiación, calculó que la absorción de radiación entre dos partículas de polvo provocan una aparente atracción gravitatoria. proporcional a 1/r².George Gamow, que bautizó este efecto como "mock gravity" (gravedad ficticia) propuso en 1949 que luego del Big Bang la temperatura de los electrones habría disminuido más rápidamente que la temperatura de la radiación residual. La absorción de la radiación llevaría a un mecanismo del tipo de Le Sage, calculado por Spitzer, entre los electrones. El mismo habría jugado un papel importante en la formación de las galaxias. Tal proposición fue rebatida en 1971 por Field, que sostuvo que dicho efecto era muy pequeño, porque los electrones y la radiación residual se encontraban próximos al equilibrio térmico. Hogan y White propusieron en 1986 que una especie de gravedad ficitia habría influenciado la formación de las galaxias a través de la absorción de luz estelar pre-galáctica. Pero en 1989 Wang y Field demostraron que cualquier forma de gravedad ficticia no estaba en condiciones de aportar un efecto suficiente para influenciar la formación de galaxias.
Plasma
El mecanismo de Le Sage fue identificado como un factor significativo en el comportamiento del «dusty plasma». Ignatov demostró que a través de colisiones inelásticas se genera una fuerza de atracción entre dos partículas de polvo suspendidas en un medio libre de colisiones de plasma no térmico. Esa fuerza de atracción inversamente proporcional al cuadrado de la distancia entre las partículas de polvo y puede contrabalancear la repulsión electrostática resultante de la ley de Coulomb.
Energía del vacío
En la teoría cuántica de campos se presupone la existencia de partículas virtuales que provocan el efecto Casimir. Hendrik Casimir descubrió que en el cálculo de la energía del vacío entre dos placas sólo son significativas partículas con longitudes de onda específicas. Por tal razón la densidad de energía entre las placas es inferior a la del exterior, lo que resulta en una aparente fuerza de atracción entre las placas. Este efecto tiene sin embargo fundamentos teóricos muy diferentes que los de la teoría de Fatio.

### Desarrollos actuales
El estudio de la teoría de Le Sage en el siglo XIX permitió identificar numerosos problemas estrechamente relacionados entre sí, entre los que se cuentan el enorme calentamiento, las órbitas inestables debido a resistencia y aberración como así también el indetectable apantallamiento gravitacional. La toma de conciencia de dichos problemas como así también el abandono de los modelos cinéticos de la gravitación acarrearon la pérdida de interés en la teoría de Le Sage. Ésta y otras similares fueron finalmente eclipsadas por la teoría general de la relatividad de Einstein.
Aunque el modelo no puede ser considerado hoy en día como una alternativa válida, existen fuera de las corrientes científicas dominantes algunos intentos de revitalización, tales como los modelos de Radzievskii y Kagalnikova (1960), Shneiderov (1961), Buonomano y Engels (1976), Adamut (1982), Jaakkola (1996), Tom Van Flandern (1999) y Edwards (2007). Diferentes modelos de Le Sage y temas relacionados son discutidos en Edwards y otros.
Un documento de trabajo reciente de Danilatos (2020) sobre una nueva teoría cuantitativa de la gravedad de empuje lista para verificación ha aparecido en la plataforma Zenodo sin referencia del CERN.